# Ike Antonius
Ike Antonius is een Surinaams diplomaat en bestuurder. Hij was sinds 2010 ambassadeur in Cuba en was van 2018 tot 2021 directeur van Investsur.

## Biografie
Ike Antonius werd in circa 1972/1973 geboren en studeerde politieke wetenschappen in Brazilië.
Hij was in 2010 al enige tijd werkzaam in het diplomatieke werk, waaronder in het onderhouden van contact met Cuba. Hij beheerste het Spaans toen al op tolkniveau. Hij woonde toen ook al langere tijd in de hoofdstad Havana en was betrokken bij de medische diensten vanuit Cuba, zoals de inzet van artsen in het binnenland van Suriname en de uitzending van Surinaamse studenten naar Cubaanse universiteiten. Vervolgens werd hij begin 2010 door president Venetiaan benoemd tot ambassadeur in Cuba.
Hij bleef aan in deze functie tot circa 2018/2019. Ondertussen werd hij in april 2018 door president Bouterse benoemd tot directeur van Investsur (Instituut ter Bevordering van Investeringen in Suriname) dat ervoor bedoeld was om investeringen aan te trekken voor Suriname. In maart 2021 hief minister Albert Ramdin Investsur op, waarmee het dienstverband van Antonius formeel eindigde. Later dat jaar werd hij beëdigd als vertaler Frans door het ministerie van Binnenlandse Zaken.